# Zirka Kropywnycki
Zirka Kropywnycki (ukr. Футбольний клуб «Зірка» Кропивницький, Futbolnyj Kłub „Zirka” Kropywnyćkyj) – ukraiński klub piłkarski z siedzibą w Kropywnyckim. Założony w roku 1911 jako Elworti Jelisawetgrad.
Do listopada 2018 występował w rozgrywkach ukraińskiej Perszej Lihi.

## Historia
Chronologia nazw:
- 1911–1922: Elworti Jelisawetgrad (ros. «Эльворти» Елисаветград)
- 1922–1924: Czerwona Zirka Jelisawetgrad (ukr. «Червона зірка» Єлиcаветград)
- 1922–1927: Czerwona Zirka Zinowjewsk (ukr. «Червона зірка» Зинов'євськ)
- 1928–1934: Metalist Zinowjewsk (ukr. «Металіст» Зинов'євськ)
- 1934–1935: Metalist Kirowe (ukr. «Металіст» Кірове)
- 1935–1939: Silmasz Kirowe (ukr. «Сільмаш» Кірове)
- 1939–1943: Silmasz Kirowohrad (ukr. «Сільмаш» Кіровоград)
- 1946–1947: Dynamo Kirowohrad (ukr. «Динамо» Кіровоград)
- 1948–1952: Traktor Kirowohrad (ukr. «Трактор» Кіровоград)
- 1953–1957: Torpedo Kirowohrad (ukr. «Торпедо» Кіровоград)
- 1958–1961: Zirka Kirowohrad (ukr. «Зірка» Кіровоград)
- 1962: Dynamo Kirowohrad (ukr. «Динамо» Кіровоград)
- 1963 – 22 listopada 1993: Zirka Kirowohrad (ukr. «Зірка» Кіровоград)
- 22 listopada 1993 – grudzień 1997: Zirka-NIBAS Kirowohrad (ukr. «Зірка-НІБАС» Кіровоград)
- grudzień 1997–2006: Zirka Kirowohrad (ukr. «Зірка» Кіровоград)
- 15 lipca 2008 – 14 lipca 2016: Zirka Kirowohrad (ukr. «Зірка» Кіровоград)
- od 14 lipca 2016 – Zirka Kropywnycki (ukr. «Зірка» Кропивницький) – miasto przyjęło nazwę Kropywnycki.

Zespół został założony w 29 października roku 1911 jako Elworti Jelisawetgrad. W 1922 zmienił nazwę na Czerwona Zirka Jelisawetgrad. Klub brał udział w rozrywkach piłkarskich byłego ZSRR.
Od początku rozrywek w niezależnej Ukrainie klub występował w Przejściowej Lidze. W sezonie 1993/94 klub awansował do Pierwszej Lihi, a w następnym sezonie 1994/95 do Wyższej Lihi. Po sezonie 2003/04 klub spadł do Pierwszej Lihi, ale był zdegradowany do Drugiej Lihi. Zespół jeszcze dwa sezony występował w Drugiej Lidze. Po zakończeniu rozgrywek w sezonie 2005/06 klub zrezygnował z rozgrywek piłkarskich. Latem 2006 roku klub pozbawiono statusu profesjonalnego.
W 2007 klub występował w rozgrywkach Mistrzostw Ukrainy spośród zespołów amatorskich.
15 lipca 2008 roku Zirka odrodziła się dzięki temu, że klub Olimpik Kirowohrad zmienił nazwę na „Zirka”. Również klub otrzymał możliwość występów na szczeblu profesjonalnym.
Od sezonu 2016/17 do 2017/18 występował w Premier Lidze, a potem w Pierwszej lidze.
16 lutego 2019 klub ogłosił o rezygnacji z dalszych rozgrywek w Pierwszej Lidze.

## Sukcesy
- 6 miejsce w Wyższej Lidze (1 x):

1995/96

## Piłkarze

### Obecny skład
Stan na 12.06.2018
| Nr | Poz. | Piłkarz              |
| -- | ---- | -------------------- |
| 5  | OB   | Anton Bratkow        |
| 9  | OB   | Nazar Malinowski     |
| 10 | PO   | Dmytro Biłonoh       |
| 11 | NA   | Hicham El Hamdaoui   |
| 15 | NA   | Ołeksij Zbuń         |
| 18 | OB   | Władysław Weremejew  |
| 20 | OB   | Dmytro Fatiejew      |
| 22 | PO   | Arnaud Guedj         |
| 23 | OB   | Ołeksandr Matkobożyk |
| 24 | PO   | Maksym Awerjanow     |

| Nr | Poz. | Piłkarz                   |
| -- | ---- | ------------------------- |
| 27 | PO   | Kyryło Dryszluk           |
| 28 | PO   | Wiaczesław Panfiłow       |
| 29 | NA   | Maksym Priadun            |
| 31 | NA   | Danyło Kondrakow          |
| 38 | NA   | Serhij Petrow             |
| 41 | BR   | Roman Lopka               |
| 45 | OB   | Cécé Pepe                 |
| 81 | NA   | Ołeksandr Tarasiuk        |
| 90 | PO   | Jarosław Jampol (kapitan) |

### Piłkarze na wypożyczeniu
| Nr | Poz. | Piłkarz                                                |
| -- | ---- | ------------------------------------------------------ |
|    | NA   | Aderinsola Habib Eseola (wypożyczony do Akżajyku Orał) |

## Trenerzy od lat 50.
- 01.1953–12.1957:  Mykoła Zaworotny
- 01.1958–06.1958:  Dmytro Alimow
- 07.1958–12.1958:  Stanisław Leuta
- 01.1959–12.1960:  Jewgienij Gorianski
- 01.1961–06.1961:  Wołodymyr Hreber
- 07.1961–12.1962:  Grigorij Duganow
- 01.1963–12.1963:  Władimir Dobrikow
- 07.1963–12.1964:  Wiktor Żylin
- 01.1965–12.1965:  Wiktor Żylcow
- 01.1966–06.1966:  Aleksiej Jabłoczkin
- 07.1966–12.1966:  Hennadij Rudynski
- 01.1967–12.1967:  Josyp Lifszyć
- 01.1968–12.1968:  Anatolij Archipow
- 01.1969–12.1969:  Abram Łerman
- 01.1970–12.1970:  Władimir Dobrikow
- 01.1971–12.1972:  Wiktor Tretiakow
- 01.1973–12.1973:  Wiktor Żylin
- 01.1974–06.1974:  Ołeksandr Hułewski
- 07.1974–12.1974:  Boris Pietrow
- 01.1975–12.1981:  Ołeksij Rastorhujew
- 01.1982–06.1982:  Jurij Machno
- 07.1982–12.1983:  Wałerij Samochin
- 01.1984–06.1986:  Jurij Horożankin
- 07.1986–12.1986:  Boris Pietrow
- 01.1987–06.1987:  Wołodymyr Spiridonow
- 07.1987–12.1987:  Hryhorij Iszczenko
- 01.1988–07.1989:  Isztwan Szandor
- 07.1989–12.1990:  Ołeksij Kacman
- 01.1991–05.1991:  Nikołaj Łatysz
- 05.1991–12.1991:  Jurij Horożankin
- 01.1992–09.1993:  Mykoła Fedorenko
- 10.1993:  Ihor Kałyta (p.o)
- 10.1993:  Wałerij Samofałow (p.o)
- 11.1993–04.1997:  Ołeksandr Iszczenko
- 05.1997:  Mychajło Kałyta (p.o)
- 05.1997–06.1998:  Ołeksandr Dowbij
- 06.1998:  Serhij Strasznenko (p.o)
- 06.1998–05.2000:  Ołeksandr Iszczenko
- 05.2000–06.2004:  Jurij Kowal
- 07.2004:  Ołeksandr Ałeksiejew (p.o)
- 08.2004–10.2005:  Wadym Darenko
- 04.2005:  Mykoła Łapa (p.o)
- 04.2005:  Ołeksandr Suchow (p.o)
- 04.2005–06.2005:  Wołodymyr Szaran
- 08.2005:  Ołeksandr Myzenko (p.o)
- 08.2005–06.2006:  Wałerij Powstenko
- 11.07.2006–15.07.2007: klub nie istniał
- 07.2008–06.2010:  Ihor Żabczenko
- 07.2010–28.09.2010:  Ołeksandr Deriberin
- 29.09.2010–21.08.2011:  Anatolij Buznik
- 22.08.2011–09.11.2011:  Ihor Żabczenko
- 10.11.2011–30.11.2011:  Andrij Antonow (p.o)
- 09.12.2011–31.05.2012:  Wadym Jewtuszenko
- 07.06.2012–04.06.2013:  Illa Błyzniuk
- 04.06.2013–22.06.2013:  Samir Hasanow (p.o)
- 22.06.2013–07.04.2014:  Mykoła Fedorenko
- 09.04.2014–20.10.2014:  Anatolij Buznik
- 20.10.2014–12.11.2014:  Samir Hasanow
- 12.11.2014–01.11.2015:  Serhij Ławrynenko (p.o)
- 01.11.2015–17.08.2016:  Serhij Ławrynenko
- 18.08.2016–15.11.2016:  Darío Hernán Drudi (p.o.)
- 15.11.2016–11.05.2017:  Roman Monariow (p.o.)
- 11.05.2017–05.06.2018:  Roman Monariow